# Секст Юлій Фронтін
Секст Юлій Фронтін (лат. Sextus Julius Frontinus; близько 30 року — 103 рік) — давньоримський письменник, політичний, державний і військовий діяч Римської імперії, консул 100 року, консул-суффект 73 і 98 років.

## Біографія

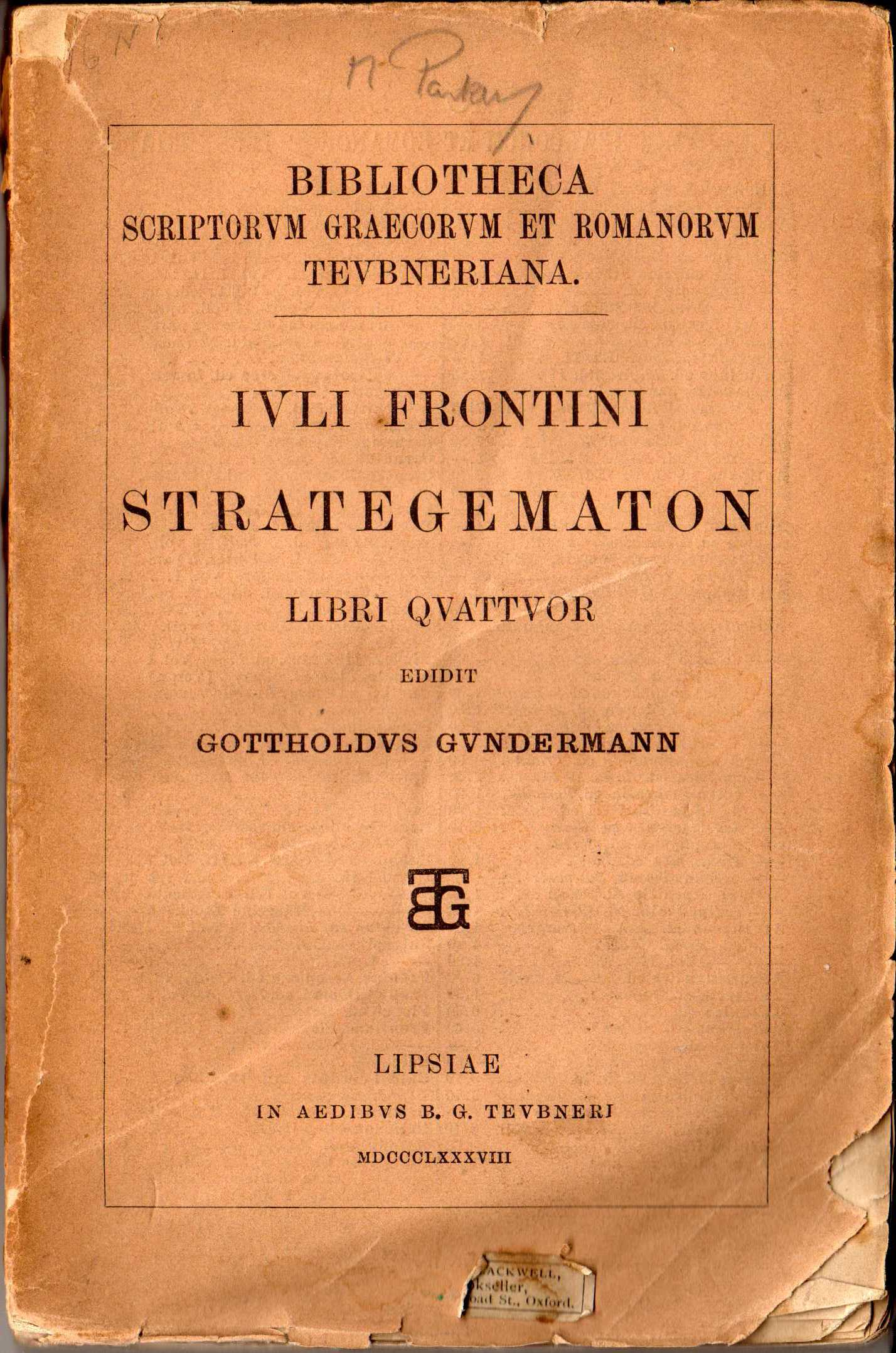
Стратегематон Фронтіна, видання 1888.

Народився приблизно у 40 році імовірно в Нарбоні (суч. Нарбонн) в сім'ї провінційного аристократа. Його молодість припала на досить бурхливий період в історії Риму —   він застав терор Калігули, правління Нерона і громадянську війну, що відбулася за цим.
У 58—64 роках Фронтин служив у Вірменії командиром одного з кавалерійських загонів. Там римська армія під командуванням Гнея Доміція Корбулона вела бойові дії. Згодом він включив живі приклади цієї війни у свій твір «Стратегематон».
Під час правління Гальби отримав звання сенатора, у 70 році, при Веспасіані обійняв посаду міського претора Риму. 73 року став консулом-суффектом, у 74 році направлений як легат (намісник) у провінцію Британія. На посаді легата домігся чималих успіхів, зокрема розгромив силурів. У 78 році був змінений на посаді намісника Агріколою. У 86-87 роках. Фронтін призначений проконсулом Малої Азії. Чим Фронтін займався в наступні 10 років невідомо.
У 97 році новий імператор Нерва призначив Фронтіна доглядачем міського водопроводу Риму. Це була абсолютно незнайома область для Фронтіна, однак він не тільки глибоко вникнув у свої нові обов'язки, а й написав про це книгу.
У 98 році був вдруге призначений консулом-суффектом, у 100 році став ординарним консулом разом з Траяном. Останніми роками життя став жерцем-авгуром, помер у 103 році.

## Твори
- De aquaeductu urbis Romae
- Strategematicon libri III
- De re militari